# Сильва, Андрес
Андрес Байрон Сильва Лемос (исп. Andrés Bayron Silva Lemos; род. 27 марта 1986, Такуарембо) — уругвайский легкоатлет, специалист по бегу на короткие дистанции и барьерному бегу. Выступал на профессиональном уровне в 2000-х и 2010-х годах, чемпион Южной Америки и Южноамериканских игр, победитель иберо-американских чемпионатов и других крупных международных стартов, действующий рекордсмен Уругвая в беге на 400 метров в помещении и на открытом стадионе, а также в беге на 400 метров с барьерами, участник четырёх летних Олимпийских игр.

## Биография
Андрес Сильва родился 27 марта 1986 года в Такуарембо, Уругвай.
Впервые заявил о себе на международном уровне в сезоне 2001 года, когда вошёл в состав уругвайской сборной и выступил на юниорском южноамериканском первенстве в Санта-Фе, где бежал 400 и 800 метров.
В 2002 году выступил на чемпионате мира среди юниоров в Кингстоне, выиграл бронзовую медаль в беге на 400 метров на чемпионате Южной Америки среди юниоров в Белене, тогда как на юношеском южноамериканском первенстве в Асунсьоне получил серебро в беге на 110 метров с барьерами и одержал победу в зачёте восьмиборья.
На юниорском чемпионате Южной Америки 2003 года в Гуаякиле взял бронзу и золото в дисциплинах 200 и 400 метров соответственно, в 400-метровом беге финишировал четвёртым на взрослом южноамериканском чемпионате в Баркисимето, с юношеским мировым рекордом в 6456 очков превзошёл всех соперников в восьмиборье на юношеском мировом первенстве в Шербруке.
В 2004 году выиграл 400 метров на молодёжном южноамериканском первенстве в Баркисимето, стал пятым в десятиборье на юниорском мировом первенстве в Гроссето и шестым в дисциплине 400 метров на иберо-американском чемпионате в Уэльве. Благодаря череде удачных выступлений удостоился права защищать честь страны на летних Олимпийских играх в Афинах — на предварительном квалификационном этапе 400 метров показал время 46,48, чего оказалось недостаточно для выхода в следующую стадию соревнований.
В 2005 году одержал победу в беге на 400 метров на чемпионате Южной Америки в Кали и в десятиборье на юниорском панамериканском первенстве в Уинсоре, получил серебро в дисциплине 400 метров на юниорском южноамериканском первенстве в Росарио.
В 2006 году на чемпионате мира в помещении в Москве установил ныне действующий национальный рекорд Уругвая в беге на 400 метров — 45,02. Также в этом сезоне победил на иберо-американском чемпионате в Понсе и на молодёжном южноамериканском первенстве в Буэнос-Айресе.
В 2007 году в 400-метровой дисциплине превзошёл всех соперников на чемпионате Южной Америки в Сан-Паулу, стартовал на Панамериканских играх в Рио-де-Жанейро и на чемпионате мира в Осаке.
В 2008 году бежал 400 метров на чемпионате мира в помещении в Валенсии и на Олимпийских играх в Пекине, в обоих случаях не смог пройти дальше предварительного квалификационного забега. Позднее на молодёжном южноамериканском первенстве в Лиме дважды поднимался на верхнюю ступень пьедестала почёта, был лучшим в беге на 400 метров и беге на 400 метров с барьерами.
В 2009 году на чемпионате Южной Америки в Лиме победил в беге на 400 метров и беге на 400 метров с барьерами, в тех же дисциплинах выступил на чемпионате мира в Берлине.
В 2010 году в 400-метровой дисциплине стартовал на чемпионате мира в помещении в Дохе, в 400-метровом барьерном беге выиграл серебряную медаль на иберо-американском чемпионате в Сан-Фернандо.
В 2011 году в беге на 400 метров с барьерами завоевал золото на чемпионате Южной Америки в Буэнос-Айресе, выступил на чемпионате мира в Тэгу и на Панамериканских играх в Гвадалахаре.
В 2012 году бежал 400 метров на чемпионате мира в помещении в Стамбуле, занял седьмое место в беге на 400 метров с барьерами на иберо-американском чемпионате в Баркисимето, отметился выступлением на Олимпийских играх в Лондоне.
В 2013 году в 400-метровом барьерном беге стал серебряным призёром на чемпионате Южной Америки в Картахене, выступил на чемпионате мира в Москве.
В 2014 году победил на Южноамериканских играх в Сантьяго и на иберо-американском чемпионате в Сан-Паулу, во втором случае установил ныне действующий национальный рекорд Уругвая в беге на 400 метров с барьерами — 48,65. Кроме того, в этом сезоне стал бронзовым призёром на Панамериканском спортивном фестивале в Мехико.
В 2015 году превзошёл всех соперников на чемпионате Южной Америки в Лиме, но провалил сделанный ранее во внесоревновательный период допинг-тест — его проба показала наличие стероидного препарата андростана. В итоге Сильву дисквалифицировали сроком на шесть месяцев, а результаты на нескольких последующих соревнованиях аннулировали, в том числе на Панамериканских играх в Торонто и на чемпионате мира в Пекине.
В 2016 году Андрес Сильва победил на иберо-американском чемпионате в Рио-де-Жанейро и дошёл до полуфинала на Олимпийских играх в Рио-де-Жанейро.
В 2017 году в беге на 400 метров с барьерами стал четвёртым на чемпионате Южной Америки в Асунсьоне.
В 2018 году занял четвёртое место на Южноамериканских играх в Кочабамбе.
В 2019 году помимо прочего показал четвёртый результат на южноамериканском чемпионате в Лиме.
В 2021 году в 400-метровом барьерном беге выиграл бронзовую медаль на чемпионате Южной Америки в Гуаякиле.